# Apamea britannica
Apamea britannica är en fjärilsart som beskrevs av Edward Alfred Cockayne 1950. Apamea britannica ingår i släktet Apamea och familjen nattflyn. Inga underarter finns listade i Catalogue of Life.